# Kolsebro
Kolsebro är en skiftad radby i Ukna socken, Västerviks kommun. Radbyn har, trots genomgånget storskifte, behållit sin unika formation med bostadshus på ena sidan bygatan och ekonomibyggnader på motsatt sida. 
Nästan hela Kolsebro radby ödelades av en brand den 7 maj 1772, men byggdes upp igen.
Filmen När kärleken kom till byn (1950), i regi av Arne Mattsson, är delvis inspelad i byn.

## Personer med anknytning till orten
- John Fabian Carlson, svensk-amerikansk konstnär